# عبد الله الغيلان
عبد الله الغيلان (9 مارس 1987) لاعب كرة قدم بحريني يلعب حاليا لصالح نادي الدرجة الأولى الرفاع الشرقي البحريني في مركز الظهير الأيمن من 2005.

## الإنجازات
- كأس ملك البحرين (1): 2014